# Adam Odor
Adam Joseph Odor (* Juni 1978) ist ein US-amerikanischer Countrymusikproduzent, Toningenieur und Musiker.

## Karriere
Adam Odor wuchs in Levelland, Texas auf, wo er bis 1999 das College besuchte und seinen Abschluss als Tontechniker machte. Mittlerweile ist er seit 10 Jahren mit verschiedenen Bands auf Tour, wobei er Gitarre, Bass und Schlagzeug spielt. Außerdem ist er als Produzent, Tontechniker und Komponist tätig. Als solcher hat er mit diversen Bands und Musikern, bevorzugt aus der Red-Dirt-Szene Oklahomas, zusammengearbeitet. Seine wohl größten Erfolge feierte in den Jahren 2002 und 2003, als er als Co-Produzent an den mit mehreren Grammy Awards prämierten Alben Home und Live on Top of the World Tour der Dixie Chicks beteiligt war.
In den Jahren darauf war er unter anderem für Cross Canadian Ragweed, Micky & the Motorcars und Mike McClure tätig, im Jahr 2009 zudem für den langjährigen Countrysänger Willie Nelson bei seinem Album Willie and the Wheel. Insgesamt hat er an ungefähr 250 Alben mitgearbeitet. Als Gitarrist oder Bassist war er für Künstler wie Britt Lloyd oder Mike Ethan Messicks aktiv.
Odor lebt in Austin, Texas.